# 阿布賚

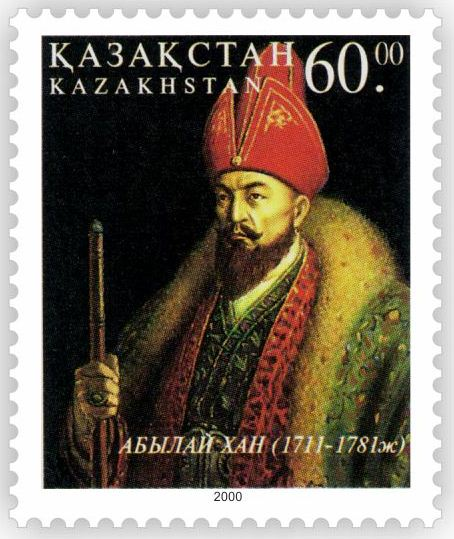
哈薩克斯坦2001年發行的阿布賚汗紀念郵票

阿布賚汗（哈薩克語： Ablai Khan；1711年—1781年），哈薩克汗國中玉茲汗，原名為阿布里曼苏尔，為中玉茲貴族——揚吉爾汗的玄孫，瓦力曾孙，祖父是突厥斯坦城总监，人稱「吸血鬼阿布賚」，父亲科尔肯·瓦力。

## 生平
12歲時，其父親瓦力被準噶爾人殺害，因此隨母親流浪至希瓦汗國，母親後來改嫁一位維吾爾人。他在16歲回到草原，為大玉茲烏孫部的托列比放牧，後到中玉茲伯克帖木兒家中擔任当长工。
1730年代初，他在中玉茲成為蘇丹，當時中玉茲正與準噶爾人作戰，阿布勒班必特汗組織哈薩克人對抗。有一位蒙古巴圖爾（勇士）夏爾希（有人說他是噶爾丹策零的兒子）殺死了很多哈薩克勇士，形勢危險之下，阿布力曼苏尔高喊“阿布来”口號振奮了士氣，殺了夏爾希，使得準噶爾人潰不成軍。阿布勒班必特想見一下那位战士，一問之下才了解大家是兄弟，祖先也是扬吉爾汗。
1735年他已成為中玉茲的汗，在舊可汗賽買克（頭克汗之子）死後，與阿布勒班必特共同管事。
1741年噶爾丹策零發兵哈薩克汗國，一路攻中玉茲，另一路攻小玉茲，阿布勒班必特因力量懸殊而撤退，由阿布力曼蘇爾應付。阿布賚殺死了噶爾丹策零的兒子獲小勝，但力竭被俘後被囚禁兩年，直到1743年9月5日才獲釋。阿布勒班必特為要贖回他，再次臣服準噶爾人（當時大玉茲的托列比帶90人到準噶爾談判）。
1743年阿布賚成為統一全哈薩克汗國三個玉茲的大汗，在1744年在阿赫馬德·阿薩維的陵寢附近正式即位。1747年反擊準噶爾人，收回哈薩克人的牧地。後準噶爾汗國內亂，一部分人利用哈薩克的力量自重。
1755年清朝滅準噶爾後，1757年阿布賚率先上表內附。1771年乾隆正式敕封為汗。不過，他也向俄羅斯帝國宣誓效忠並且獲得証書，他在雙重臣服身份中得到更大器重，因為他認為俄羅斯是政權的強大反對派，因此更依附中國。
有一段時間，俄羅斯人很不滿他親中態度，想引誘他去奧倫堡再趁機綁走他，但他把將牧地轉移到塔什干附近，避開俄羅斯人。
最後的重要戰爭是與吉爾吉斯瑪納普（大封建主）作戰，因為他們強行搶奪哈薩克人的牧地與塔什干，率烏孫、乃蠻與阿兒渾奪回哈薩克牧地，打敗吉爾吉斯巴圖魯艾迪克依。
1781年阿布賚病重，最後死在哈薩克的卡拉干達州。他的牧地是在伊希姆河，近清朝的準噶爾邊界一帶，統治阿爾泰阿兒渾部落。

## 後代
阿布賚的子孫中最著名的是哈萨克人類學家喬罕·瓦里漢諾夫（Шокан Валиханов）。

## 流行文化
- 2005年哈薩克斯坦拍了一套電影游牧戰神（英语：Nomad (2005 film)），訴說他的生平。

## 資料來源
- 蘇北海，《哈薩克族文化史》